# Sylvia Rivera
Sylvia Rivera (geb. 2. Juli 1951 in New York City; gest. 19. Februar 2002 ebenda) war eine US-amerikanische Aktivistin für Homosexuellen- und Transgender-Rechte. Sie war in den 1970er Jahren an der Gründung bahnbrechender LGBT-Organisationen wie der Gay Liberation Front beteiligt und setzte sich gemeinsam mit Marsha P. Johnson für die Rechte von obdachlosen jungen Drag Queens und Transpersonen ein.

## Leben
Rivera wurde in New York als Ray Rivera Mendoza in eine Familie venezolanischer und puerto-ricanischer Abstammung geboren. Sie wurde als Kind zur Waise. In ihrer Grundschulzeit begann sie, Makeup zu tragen. Deshalb wurde sie 1961 im Alter von zehn Jahren von ihrer Großmutter verstoßen und war fortan obdachlos. Sie verdiente sich Geld als Sexarbeiterin und wurde von einer New Yorker Drag-Queen-Community aufgenommen. Wie andere Drag Queens und Sexarbeiter und Sexarbeiterinnen wurde sie oft verhaftet oder Opfer von Polizeigewalt.
Sie gilt als wichtige Figur der Stonewall-Unruhen. 1969 verkehrte Rivera regelmäßig im Stonewall Inn. Rivera war neben Marsha P. Johnson unter den ersten, die sich gegen die Razzia des Lokals wehrten. Rivera soll eine Flasche nach einem Polizisten geworfen haben, nachdem sie von dessen Schlagstock getroffen worden sei; dies habe zum Aufstand geführt.
Mit Johnson gründete Rivera 1970 den Verein Street Transvestite Action Revolutionaries (STAR), um obdachlose Drag Queens und Transpersonen zu unterstützen. Der Verein begann in New York, hatte aber bald Ableger in anderen Städten. Rivera und Johnson verdienten Geld für den Verein durch Prostitution, um junge Obdachlose finanziell zu unterstützen und somit vor der Prostitution zu bewahren. Rivera arbeitete mit verschiedenen Gruppierungen zusammen, z. B. der Gay Liberation Front, den puerto-ricanischen Separatisten Young Lords und den afroamerikanischen Black Panthers.
Rivera kam immer wieder in Konflikt mit dem Mainstream der LGBT-Bewegung. Rivera war bei der Gay Activist Alliance involviert, zog sich aber frustriert zurück, als diese sich bewusst gegen die Verteidigung von Transgender-Rechten entschied. Auf der New Yorker Pride-Parade im Jahr 1973 hielt Rivera auf dem Washington Square eine Rede, in der sie anklagte, dass Schwule und Lesben zu wenig Solidarität mit Transpersonen zeigen würden. Während ihrer Rede verteilten Mitglieder der Gruppe Lesbian Feminist Liberation Flyer, die Drag Queens als frauenfeindlich darstellten.
In den späten 1970er Jahren war Rivera wieder obdachlos. 1997 begann sie, in einem Transgender-Kollektiv zu wohnen, unterstützte wieder junge Transpersonen und nahm den Verein STAR 2000 wieder auf. 2002 starb sie an Leberkrebs.

## Würdigung

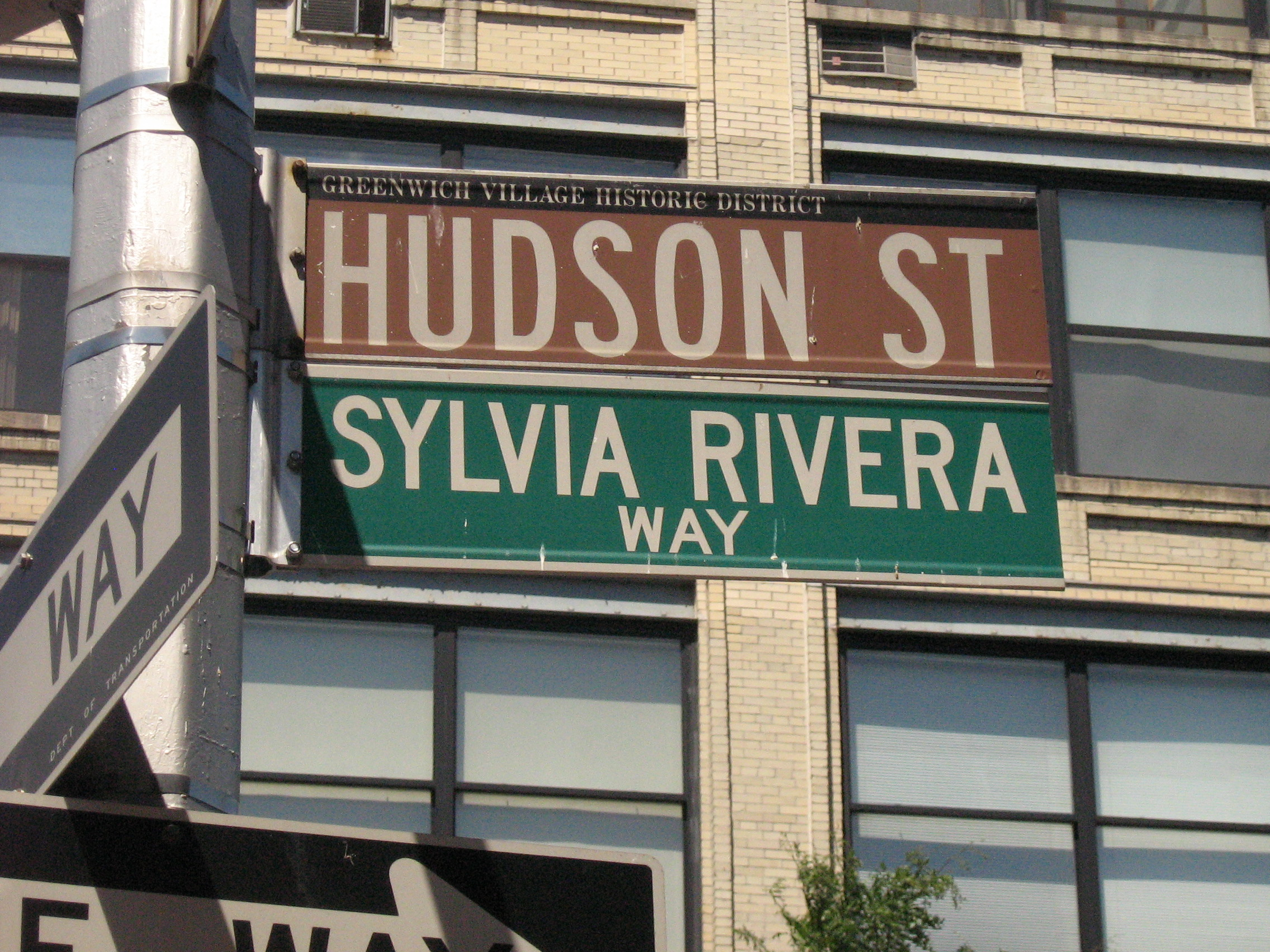
Sylvia Rivera Way

Die Kreuzung der Hudson Street mit der Christopher Street in New York trägt zu ihrem Andenken gleichzeitig den Namen Sylvia Rivera Way.
Das Sylvia Rivera Law Project setzt sich für die rechtliche Unterstützung von geringverdienenden Drag Queens und Transpersonen of color ein.